# Low Gap (Washington)
Low Gap az Amerikai Egyesült Államok északnyugati részén, Washington állam Grant megyéjében elhelyezkedő önkormányzat nélküli település.
Low Gap postahivatala 1906 és 1921 között működött. A település nevét egy közeli szakadékról (gap) kapta.

## Fordítás
Ez a szócikk részben vagy egészben  a   Low Gap, Washington című angol Wikipédia-szócikk ezen változatának fordításán alapul.  Az eredeti cikk szerkesztőit annak laptörténete sorolja fel. Ez a jelzés csupán a megfogalmazás eredetét és a szerzői jogokat jelzi, nem szolgál a cikkben szereplő információk forrásmegjelöléseként.